# Autoportrait (Poussin)
Pour les articles homonymes, voir Autoportrait (homonymie).
Autoportrait est un tableau réalisé en 1650 par le peintre français Nicolas Poussin. De format vertical, cette huile sur toile est un autoportrait dans lequel l'artiste se représente à mi-corps devant d'autres tableaux, l'un d'entre eux figurant une femme qui peut être comprise comme une allégorie de la Peinture. Une commande de Paul Fréart de Chantelou, l'œuvre est conservée au musée du Louvre, à Paris.